# Jarosław
Jarosław là một thị trấn thuộc huyện Jarosławski, tỉnh Podkarpackie ở đông-nam Ba Lan. Thị trấn có diện tích 35 km². Đến ngày 1 tháng 1 năm 2011, dân số của thị trấn là 39702 người và mật độ 1147 người/km².